# Tamopsis gibbosa
Tamopsis gibbosa är en spindelart som beskrevs av Baehr 1993. Tamopsis gibbosa ingår i släktet Tamopsis och familjen Hersiliidae. Inga underarter finns listade i Catalogue of Life.